# Malimbus
Malimbus é um género de ave da família Ploceidae.

## Espécies
- Malimbus ballmanni
- Malimbus cassini
- Malimbus coronatus
- Malimbus erythrogaster
- Malimbus ibadanensis
- Malimbus malimbicus
- Malimbus nitens
- Malimbus racheliae
- Malimbus rubricollis
- Malimbus scutatus